# Jack Van Bebber
Jack Van Bebber (Oklahoma, Estados Unidos, 27 de julio de 1907-13 de abril de 1986) fue un deportista estadounidense especialista en lucha libre olímpica donde llegó a ser campeón olímpico en Los Ángeles 1932.

## Carrera deportiva
En los Juegos Olímpicos de 1932 celebrados en Los Ángeles ganó la medalla de oro en lucha libre olímpica estilo peso wélter, por delante del canadiense Daniel MacDonald (plata) y del finlandés Eino Leino (bronce).